# Carmen Consolación González Loyola
María del Carmen Consolación González Loyola Pérez (Querétaro, 7 de agosto de 1965), es una activista feminista, investigadora y política mexicana, promotora de la defensa de los derechos humanos de las mujeres y la erradicación de la violencia de género en el Estado de Querétaro. 
Fue legisladora de la LV Legislatura de Querétaro por el Partido de la Revolución Democrática (PRD). Es integrante del Movimiento Amplio de Mujeres, de la Red Nacional de Organizaciones Sociales "Por un Milenio Feminista" y de la Red de Mujeres Feminista de Querétaro. 
Funge como representante del Comité Promotor de la Alerta de Violencia de Género contra las Mujeres de Querétaro (Comité Promotor de la AVGM-QRO) ante la Comisión Nacional para Prevenir y Erradicar la Violencia contra las Mujeres (CONAVIM). También, es Investigadora Jurídica adscrita a la Dirección de Investigación y Estadística Legislativa del Poder Legislativo del Estado de Querétaro.

## Biografía
Es originaria del Barrio de la Cruz en Santiago de Querétaro. Hija de Carmen Pérez y Pablo González Loyola.
Estudió en la Preparatoria Centro y curso la licenciatura en derecho en la Universidad Autónoma de Querétaro. Inició su actividad profesional como Mecanógrafa del Juzgado Cuarto Penal del Distrito Judicial de Querétaro del Poder Judicial del Estado de Querétaro. 
Fue asesora en derechos humanos de la Sociedad Latinoamericana de Abogados, Sociólogos y Filósofos Fray Bartolomé de las Casas A.C. de 1985 a 1998 y de la sociedad Civil de Derechos Humanos Epigmenio González A.C. de 1986-1998. De 1990 a 1998, se desempeñó como abogada postulante y en 1998, se incorporó como Investigadora Jurídica en la Dirección de Investigación y Estadística Legislativa del Poder Legislativo del Estado de Querétaro. Cuenta con diplomados en Derechos Humanos, Victimología, Procesos Democráticos en el Parlamento y Género y Políticas Públicas entre otros. 
Es autora de la investigación "El Control Constitucional Sobre el Legislador Local, Casos Relevantes" que fue publicada en septiembre del 2015 por el Poder Legislativo del Estado de Querétaro.

## Participación política
Como diputada promovió la Ley Estatal de Acceso a las Mujeres a una Vida Libre de Violencia y de la Ley para Prevenir y Erradicar toda Forma de Discriminación en el Estado de Querétaro.
Su trayectoria política incluye su participación como integrantes del Primer Comité Directivo Estatal en Querétaro del Partido Mexicano de los Trabajadores (PMT). En 1996, se afilió al PRD donde ocupó diversos cargos. Fue Regidora del Ayuntamiento Constitucional de Querétaro de 2003 a 2006 y diputada local en la LV Legislatura de Querétaro de 2006 a 2009. 
También fue impulsora de la tipificación del feminicidio como delito autónomo en el Código Penal de Querétaro y de la paridad de género en las candidaturas locales. Durante su trabajo como regidora y en la LV Legislatura, fue víctima de violencia política de género por sus posturas progresistas y en favor de los derechos humanos de las mujeres .

## Trayectoria dentro del feminismo
Es integrante de la Red de Mujeres Feministas de Querétaro y representante de Milenio Feminista. Como abogada y activista feminista ha dado acompañamiento a víctimas de diversos tipos de violencia de género y discriminación. 
Forma parte de la Comisión para el Seguimiento de la AVGM-QRO del Sistema Estatal para la Prevención y Atención de la Violencia en Querétaro.
De 2004 a 2006 se desempeñó como Consejera Consultiva e integrante de la Junta de Gobierno del Instituto Nacional de las Mujeres. Forma parte del Movimiento Amplio de Mujeres y es cofundadora de la Red Nacional de Organizaciones Sociales "Por un Milenio Feminista" y de la Red de Mujeres Feminista en Querétaro.
Es la principal impulsora de la solicitud de la Activación de la Alerta de Violencia de Género contra las Mujeres de Querétaro (AVGM-QRO) y actualmente funge como enlace del Comité Promotor de la Activación de la AVGM-QRO ante la CONAVIM y ante el Instituto Queretano de las Mujeres 
Como integrante del Comité Promotor de la AVGM-QRO participó en la generación de las iniciativas de ley que incrementan las penas en casos de violación equiparada y que eliminan la atenuante de estado de emoción violenta del Código Penal del Estado de Queŕétaro. Participó en la revisión de los protocolos Alba y Amber, de investigación de feminicidio con perspectiva de género y de atención a delitos sexuales. También ha liderado el seguimiento de la implementación de las recomendaciones derivadas de la solicitud de la AVGM-Qro.
Colabora de manera voluntaria con la Coordinación de Estudios de Género - Género UAQ y participó en la creación del Protocolo de Actuación e Intervención en Materia de Violencia de Género.
Ha sido ponente en diversos foros nacionales y ha impartido cursos y talleres  en materia de derechos humanos y erradicación de la violencia contra las mujeres y niñas.